# Γ-ヒドロキシ酪酸
γ-ヒドロキシ酪酸（ガンマヒドロキシらくさん、英: gamma-hydroxybutyric acid、略称: GHB）はヒドロキシ酸の一種。中枢神経系の抑制効果を持つ。ワイン、牛肉、小さな柑橘類などの食品に存在する事が知られる。多くの国で違法ドラッグとして規制されているが、ナルコレプシーや不眠症、うつ病の治療効果を持ち、アメリカやカナダ、ニュージランド、オーストラリア、多くの欧州諸国では治療目的で認可を受けている。

## 概要
2002年に、ナルコレプシーの治療薬としてFDAに認可された。2012年現在、ナルコレプシーとアルコール依存症の治療薬として使用されている。この場合はプロドラッグとしてナトリウムオキシベートの形で販売される（商品名： Xyrem）。近年になって睡眠薬や脱法ドラッグとして使われるようになったことから、2001年（平成13年）11月25日以降、麻薬指定され「麻薬及び向精神薬取締法」により、無資格者による輸入、輸出、製造、製剤、小分け、譲り受け、譲り渡し、所持、施用が禁止された。睡眠作用・性欲増強作用を持つために、性犯罪への悪用が目立つとされ、日本における規制のきっかけとなった。海外製の媚薬に含有されることもあり、過量投与で痙攣や意識障害が起きる。2017年9月21日には、自宅で製造したとして逮捕者が出た。

## 特記事項
- 法律に基づく名称では「四―ヒドロキシ酪酸」と記述する。麻薬指定された当初、官報に「三―ヒドロキシ酪酸（別名GHB）及びその塩類」と記載、公布されたがこれは完全な誤りである。その後、第153回国会（平成13年）で間違いが指摘され「四―ヒドロキシ酪酸」に訂正された。[6]